# Theodor Jacobs
Theodor Jacobs (* 24. November 1824 in Fürstenwalde; † 4. Januar 1893 in Berlin) war Admiralitätsrat und Mitglied des Deutschen Reichstags.

## Leben
Jacobs besuchte erst die Bürgerschule in Fürstenwalde, dann das Friedrich-Wilhelm-Gymnasium in Berlin. Er studierte in Berlin Rechts- und Staatswissenschaften. Danach begann er die juristische Laufbahn in Frankfurt an der Oder, trat ab später zur Militärverwaltung über. Jacobs machte in der Schleswig-Holsteinischen Armee die Feldzüge 1849 und 1850 mit, zuletzt als Feld-Intendant. Seit März 1854 war er vortragender Rat in der Marinezentralbehörde, wobei er einen hervorragenden Anteil an der Schaffung und Fortbildung der Kriegsmarine nahm. Bis zum Ausscheiden aus der Stellung im Jahre 1872 war er dauernd Vertreter der Marineverwaltung vor der Volksvertretung.
Von 1874 bis 1878 war er Mitglied des Deutschen Reichstags für den Wahlkreis Frankfurt 2 (Landsberg, Soldin) und die Nationalliberale Partei.